# Headman
Robi Insinna, bedre kendt som Headman, er en electronica-producer fra Schweiz.

## Diskografi
- It rough (2001)